# Billy Gibbons
Billy Gibbons, rodným jménem William Frederick Gibbons (* 16. prosince 1949, Houston, Texas, USA) je americký zpěvák a kytarista. V letech 1966 až 1969 působil ve skupině The Moving Sidewalks, se kterou nahrál jedno studiové album. V roce 1969 pak založil skupinu ZZ Top. Roku 2013 odehrál koncert s členy skupiny Moving Sidewalks. Roku 2015 vydal své první sólové album Perfectamundo. Jako host hrál i na albech dalších interpretů, mezi které patří například Revolting Cocks, Sammy Hagar nebo Queens of the Stone Age. Kromě hudby se věnuje také herectví. V seriálu Sběratelé kostí ztvárnil roli otce jedné z hlavních postav – Angely Montenegro.

## Diskografie

### Sólová
- Perfectamundo (2015)
- The Big Bad Blues (2018)
- Hardware (2021)

### The Moving Sidewalks
- Flash (1968)

### ZZ Top
- ZZ Top's First Album (1971)
- Rio Grande Mud (1972)
- Tres Hombres (1973)
- Fandango! (1975)
- Tejas (1977)
- Degüello (1979)
- El Loco (1981)
- Eliminator (1983)
- Afterburner (1985)
- Recycler (1990)
- Antenna (1994)
- Rhythmeen (1996)
- XXX (1999)
- Mescalero (2003)
- La Futura (2012)